# Аквафреда II (Беневенто)
Аквафреда II (итал. Acquafredda II) је насеље у Италији у округу Беневенто, региону Кампанија.
Према процени из 2011. у насељу је живело 27 становника. Насеље се налази на надморској висини од 191 м.